# Def Jam: Fight for NY
Def Jam: Fight for NY è un picchiaduro tridimensionale a tema hip-hop. Uscito il 21 settembre 2004 per PlayStation 2, Xbox e Nintendo GameCube, è il sequel di Def Jam Vendetta e prequel di Def Jam: Icon, ed include vari personaggi realmente esistiti, tra cui Lil' Kim, Snoop Dogg, Method Man, Busta Rhymes, N.O.R.E. e Ludacris. Il gioco ha avuto anche uno spin-off chiamato Def Jam Fight for NY: The Takeover.
La versione giapponese è uscita il 24 settembre 2005 per PlayStation 2 col titolo Def Jam Recordings (デフ・ジャム・レコーディングス?, Defu Jamu Rekōdingusu).

## Modalità di gioco
Il gioco rappresenta un'espansione del gioco originale, che era principalmente un gioco di wrestling. I giocatori possono scegliere fino a tre tra i seguenti cinque stili di lotta: Streetfighting, Kickboxing, Martial Arts, Submissions e Wrestling. In aggiunta, il gioco permette anche danni da parte di alcune parti dell'ambiente, ad esempio il pubblico, che può respingere o trattenere il personaggio che vi cade addosso, o regalare armi al personaggio che vi si avvicina (tra cui un tubo, una mazza di legno, una pala o una bottiglia).
Durante il combattimento, è possibile ottenere momentum attaccando, contrattaccando e schernendo l'avversario, e l'aumento di momentum varia a seconda del Carisma del personaggio, una statistica che varia di personaggio in personaggio. I personaggi creati dal giocatore possono anche migliorare il loro Carisma con una certa combinazione di abiti, tatuaggi e gioielli, e, dato che più un oggetto è costoso, migliore è il Carisma, un personaggio con un grande set di abiti o tatuaggi costosi o coperto di gioielli può riempire la barra momentum con solo due semplici pugni. Riempita la barra momentum, il personaggio può attivarla scuotendo la levetta analogica destra, richiamando un Blazin' Taunt ed entrando nella modalità Blazin, nella quale può usare una Blazin' Move, un attacco potente e brutale personalizzato per ogni personaggio. I personaggi creati dal giocatore possono imparare tutte le Blazin' Move presenti nel gioco, ma possono usarne un massimo di quattro per lotta.
L'unico modo per vincere un incontro è tramite Knock Out o tramite sottomissione. Per sottomettere l'avversario è necessario tenerlo in posizione di resa fino a prosciugare la barra della salute o mettendo fuori gioco una sola parte del corpo. La salute è divisa in due strati: quello superiore, in verde chiaro opaco, rappresenta la coscienza del lottatore e la sua abilità nel combattere, mentre quello inferiore, in verde scuro trasparente, rappresenta il suo benessere fisico. Ogni colpo messo a segno toglierà benessere fisico e, in misura maggiore, la coscienza all'avversario. Tuttavia, quando un combattente non sta perdendo salute, la sua coscienza si riempirà fino a raggiungere l'attuale livello di benessere fisico. Se la coscienza raggiunge bassi livelli, la barra di salute diventa rossa, il che lo mette a rischio di K.O. Per mettere K.O. un avversario, è necessario mettere a segno colpi potenti, usare una Blazin' Move, o usufruire di mosse ambientali, come ad esempio sbatterlo contro un muro, usare una mossa a squadra con un membro del pubblico o abbatterlo con un'arma. Inoltre, gli stili di gioco influiscono sul metodo di K.O.: gli streetfighters possono attaccare con un pugno potente, i wrestlers possono eseguire una forte presa, i kickboxers possono usufruire una combo di calci, gli esperti di submission possono afferrare l'avversario e costringerlo ad arrendersi, e i martial artists possono eseguire attacchi volanti.
Inoltre, tra i vari ambienti presenti nel gioco, quattro arene presentano modi alternativi per sconfiggere l'avversario: in primis, vi è un'arena delimitata da mura in legno distruttibili, distrutte le quali è possibile mandare l'avversario fuori dal ring; in secondo luogo, vi è una stazione metropolitana, nella quale è possibile buttare l'avversario sulle rotaie, dove, con un po' di fortuna, verrà investito pienamente dal treno; vi è anche una fabbrica di pneumatici in fiamme, dove vale quindi la regola dell'Inferno Match, nel quale il ring è delimitato da delle fiamme ed è quindi possibile che uno dei contendenti venga arso vivo; infine, l'ufficio di Crow presenta le stesse meccaniche dell'arena da Ring Out, solo che per far ciò bisognerà buttare l'avversario fuori dalla finestra, non prima di averla danneggiata.
È anche presente una modalità Storia nella quale si controlla un personaggio creato dal giocatore.

## Personaggi
L'elenco dei personaggi include buona parte degli artisti che ai tempi della produzione del gioco ebbero un contratto con la Def Jam Recordings, mentre gli altri sono personaggi originali.
| Squadra di D-Mob | Squadra di Crow | Lottatori del circuito |
| --- | --- | --- |
| - Capone - Comp - D-Mob - Erick Sermon - Flavor Flav - Freeway - Ghostface Killah - Henry Rollins - Joe Budden - Ludacris - Memphis Bleek - Method Man (Blaze) - N.O.R.E. - Redman (Doc) - Scarface - Sticky Fingaz - WC | - Baby Chris - David Banner - Bless - Bone Crusher - Bubba Sparxxx - Busta Rhymes (Magic) - Crazy Legs - Elephant Man - Fam-Lay - Fat Joe (Crack) - Havoc - Ice-T - Lil' Flip - Mack 10 - Omar Epps (O.E.) - Prodigy - Sean Paul - Slick Rick - Snoop Dogg (Crow) - Trejo - Warren G - Xzibit | - Baxter - Bo - Carmen Electra - Chiang - Cindy J - Cruz - Dan G - House - Jacob - Jervis - Kimora - Lauren - Lil' Kim - Manny - Masa - Meca - Nyne - Pockets - Rome - Santos - Shaniqua - Shawnna - Skull - Snowman - Solo - Starks - Stingray - Suspect - Teck - Trick |

## Arene
- Red Room (2 varianti)
- Hunt's Point Scrapyard
- Syn Energy Power Plant
- 125th Street Station
- The Limit
- Gun Hill Garage
- Gauntlet (normale e Intense)
- The Pit
- Seventh Heaven
- Chopshop
- Club Murder
- New Babylon Club
- Crow's Office (Window Match)
- Club 357 (High Stakes)
- Red Hook Tire Co. (Inferno Match)
- The Dragon House (Ring Out Match)
- Stapleton Athletics

## Versione GameCube
Le versioni PS2 e Xbox presentano delle caratteristiche mancanti nella versione GC:
- La creazione del personaggio presenta solo un timbro di voce a differenza delle sei nelle versioni PS2 e Xbox.
- È assente l'effetto sfumatura che permea nei personaggi e nelle arene.
- La colonna sonora presenta otto brani in meno.
- Alcune arene presentano un pubblico ridotto a causa dei limiti di memoria nel mini-CD.

## Accoglienza
| Testata                          | Versione | Giudizio |
| -------------------------------- | -------- | -------- |
| Metacritic (media al 30-01-2020) | GC       | 84/100   |
| Metacritic (media al 30-01-2020) | PS2      | 83/100   |
| Metacritic (media al 30-01-2020) | Xbox     | 84/100   |
| EGM                              | Tutte    | [ 5 ]    |
| Eurogamer                        | Xbox     | 6/10     |
| Famitsū                          | PS2      | 31/40    |
| Game Informer                    | Tutte    | 8.75/10  |
| Game Revolution                  | Tutte    | B        |
| GamePro                          | Tutte    | [ 10 ]   |
| GameSpot                         | Tutte    | 8.7/10   |
| GameSpy                          | Tutte    | [ 12 ]   |
| GameZone                         | GC       | 9/10     |
| GameZone                         | PS2      | 9/10     |
| GameZone                         | Xbox     | 9/10     |
| IGN                              | Tutte    | 8.7/10   |
| Nintendo Power                   | GC       | 3.8/5    |
| OPM (US)                         | PS2      | [ 18 ]   |
| OXM (US)                         | Xbox     | 8.4/10   |
| Maxim                            | Tutte    | 8/10     |
| The Sydney Morning Herald        | Tutte    | [ 21 ]   |
| SpazioGames                      | PS2      | 8.4/10   |

Il gioco ha avuto un'accoglienza molto positiva. I siti web GameSpot e IGN lo hanno premiato con un 8.7 su 10, mentre GameSpy e X-Play lo hanno votato con 4 stelle su 5. Alex Navarro ha lodato il gioco per aver migliorato praticamente ogni aspetto del predecessore, incluse i nuovi stili di lotta, la creazione del personaggio, e l'interazione con le armi e gli ambienti. La critica ha rimproverato generalmente la telecamera poco pratica, e i problemi di frame rate che si trovano in tutte le tre versioni del gioco.
Maxim lo ha votato con un otto su dieci. The Sydney Morning Herald lo ha votato con quattro stelle su cinque, dichiarando: "Il fatto che possieda la storia più profonda mai vista in un picchiaduro aggiunge una sensazione realistica alla brutalità dei combattimenti". Il sito web italiano SpazioGames lo ha votato con un 8.4, giudicandolo ottimamente nel reparto grafico, nella giocabilità e nel sonoro, oltre che ad averne lodato il grandissimo numero di personaggi, e ha concluso "un prodotto che indubbiamente merita l'acquisto, da escludere solo nel caso l'atmosfera generale respirata, od i personaggi ad essa qui associati, non siano minimamente di vostro interesse e/o gusto". Il gioco ha anche vinto il premio di Miglior Picchiaduro nei Game Critics Awards.

## Possibile sequel
Il 1º agosto 2018, l'account ufficiale di Twitter di Def Jam ha condiviso un post con scritto "Pick a city", con quattro nuovi luoghi nel quale sarebbe ambientato il nuovo gioco: Atlanta, Los Angeles, Chicago e Miami. Questo ha scatenato la possibilità della creazione di un nuovo titolo della serie Def Jam Fight in un futuro prossimo.